# Edith Widder
Edith Anne "Edie" Widder Smith (Arlington, Massachusetts, em 1951) é uma oceanógrafa americana, bióloga marinha, autora e cofundadora, CEO e cientista sênior da Ocean Research & Conservation Association.
Ela se formou na Tufts University magna cum laude com um B.S. em Biologia, da Universidade da Califórnia, Santa Bárbara, com um M.S. em Bioquímica, e da Universidade da Califórnia, Santa Bárbara, com doutorado em Neurobiologia, em 1982.